# D1085 (Isère)
De D1085 is een departementale weg in het Franse departement Isère. De weg loopt van Bourgoin-Jallieu naar Voreppe, een dorp ten zuiden van Voiron.

## Geschiedenis
Oorspronkelijk was de D1085 onderdeel van de N85. In 2006 werd de weg overgedragen aan het departement Isère, omdat de weg geen belang meer had voor het doorgaande verkeer vanwege de parallelle autosnelweg A48. De weg is toen omgenummerd tot D1085.